# Џордан Белфорт
Џордан Рос Белфорт (енгл. Jordan Ross Belfort; Бронкс, 9. јул 1962) је амерички аутор, мотивациони говорник и бивши деоничар. Године 1999, признао је кривицу на суду због проневере новца као и злочина повезаних са манипулацијом тржишта дионица и вођења странице за продају, као део преваре у коју су биле укључене компаније које су на тржишту зарађивале мање од 250 милиона долара. Белфорт је провео 22 месеца у затвору, као део договора у којем је пристао да сведочи против бројних партнера и сарадника, такође одговорних за превару. Године 2007, издао је мемоаре под називом Звер са Вол Стрита, који су претворени у филм који је објављен 2013. године.

## Детињство
Белфорт је рођен 1962. године, у Бронксу у Њујорку. Одгајан је у Бејсајду у Kвинсу, у јеврејској породици. Након што је завршио средњу школу, а кренуо на факултет, Белфорт и његов блиски пријатељ из детињства, Елиот Ловенстерн су зарадили 20 хиљада долара, тако што су продавали италијански сладолед из ручних фрижидера, људима на локалној плажи. Након тога, Белфорт је дипломирао на Америчком универзитету, поставши дипломирани биолог. Џордан је планирао да искористи зарађени новац како би отплатио зубарску школу, па је кренуо на универзитет у Мериленду. То није дуго трајало, јер је Белфорт напустио школу након што му је декан први дан факултета рекао да је златно доба стоматологије прошло и да треба да напусти факултет, ако га је уписао само због новца.

## Каријера

### Рани подухвати
Своју каријеру продавца започео је тако што је од врата до врата продавао месо и морске плодове у Лонг Ајленду, у Њујорку. Белфорт у интервјуима и својим мемоарима тврди како је посао постигао успех готово одмах, па је успео да подигне продају меса на нови ниво. Запослио је неколико радника и продао је 2300 килограма говедине и рибе у првој недељи рада. Ипак, посао му је ускоро пропао, након што је потписао банкрот у својој 25. години. Породични пријатељ му је помогао да добије посао деоничара приправника у компанији Л.Ф Ротшилд. Белфорт је отпуштен након што се компанија сусрела са финансијским потешкоћама повезаним са колапсом тржишта, познатијим као Црни понедељак, 1987. године.

### Стратон Оакмонт
Убрзо после тога, Белфорт је основао фирму Стратон Оакмонт, као део компаније Стратон Секјуритис, коју је накнадно откупио од оригиналног оснивача. Његова фирма је функционисала као илегална продавница деоница за мале фирме, која је варала улагаче наводећи их да верују како су им деонице мање вределе, само да би биле препродате по већој цени. За време поседовања фирме, Белфорт је уживао у разузданим забавама, интензивној употреби рекреационих дрога, нарочито метахалона, која се продавала под именом „Квалуде”, која га је довела до тешке зависности. Стратон Оакмонт је у једном тренутку запошљавала преко хиљаду продаваца деоница и била је умешана у проблем са деоницама у вредности од милијарду долара, након што је јавно била иза продаје обуће компаније Стив Маден. Фирма је била на мети органа реда, скоро од почетка оснивања, а њена озлоглашеност је била инспирација за филм Врућа линија из 2000. године. Тринаест година касније, објављен је мега хит, овог пута је то био филм са елементима биографије, по имену Вук са Вол Стрита.
Стратон Оакмонт је била под скоро сталном истрагом Државне организације за осигурање деоничара, данас познатија као Финансијска индустријска регулациона власт, још од 1989. године. Напокон, у децембру 1996. године, ФИРВ је разоткрила фирму, након чега је она затворена. Белфорт је тада оптужен за превару и прање новца.
Белфорт је одслужио 22 месеца четворогодишње казне у затвору Тафт, у Тафту у Kалифорнији. Како би одслужио половину казне морао је да се нагоди са ФБИ-ем, признавши да је варао инвеститоре, што их је коштало око 200 милиона долара. Наређено му је да отплати 110,4 милиона долара, које је украо од купаца деоница. Док је служио казну, Белфорт је делио ћелију са Томијем Чонгом, који га је охрабрио да пише о свом искуству као продавца деоница. Остали су пријатељи и након изласка из затвора и Белфорт је навео да је његов пријатељ једини заслужан за његов преокрет у избору професије, поставши мотивациони говорник и писац.
У једном од мотивационих говора, у Дубаију, 19. маја 2014. године, Белфорт је објаснио како је постао похлепан, због чега је на крају и ухапшен. Изјавио је како је 95% његових послова било легално, на шта су федералне организације одговориле да Статон Оакмонт никада није била стварна фирма на Вол стриту, ни дословно, ни фигуративно.

## Реституција
Према пресуди, Белфорт је био дужан да плати половину својих примања свим клијентима, њих 1513, које је преварио у периоду до 2009. године. Укупан износ те реституције био је 110 милиона долара. Око 10 милиона долара, од 11,6, колико је Белфорт вратио жртвама до 2013. године, резултат је продаје земљишта на коју је изгубио право.
У октобру 2013. године, федерални тужиоци су поднели жалбу против Белфорта. Неколико дана касније, америчка влада је повукла захтев о неправилности његових исплата, након што су његови адвокати изнели како је он био дужан да плаћа само половину свог примања до 2009. године, а не касније. Износ који је платио за време условне казне, након што је отишао из затвора, износио је 382.910 долара у 2007. години, 148.799 долара у 2008. и 170 хиљада у 2009. години. У овом периоду, Белфорт је покушао да се нагоди са америчком владом, око измене његове казне. Коначан договор је био да Белфорт плаћа минимално 10 хиљада долара месечно, до краја живота, након што је судија пресудио да Белфорт није обавезан да плаћа 50% својих примања након што његова условна казна истекне. Белфорт такође тврди како он уплаћује и новац који зарађује од јавних говора по Америци и других ангажмана, поред 10 хиљада месечно, како би што пре отплатио нанету штету.
Тужиоци су такође изјавили како је Белфорт побегао у Аустралију да би избегао порез и сачувао своју имовину од оштећених клијената, али су касније изменили своју изјаву која је изашла и у магазину Вол Стрит журнал и објавили су и службено извињење и захтев од магазина да повуче њихову изјаву из штампе. Белфорт је преко своје службене интернет странице, као и преко других медија, објавио да жели поднети захтев да 100% профита од његових књига и филма Вук са Вол Стрита иде жртвама преваре. Међутим, у јуну 2014. године, заступник америчке адвокатске коморе је изјавио како су Белфортове тврдње биле неистините. Заступник је појаснио ситуацију, рекавши да је добио новац од првобитне продаје права за филм, који није комплетно уложен у отплату штете преварених клијената. Магазин БизнисВик је објавио како је Белфорт платио само 21 хиљаду долара оштећеним клијентима, од око 1,2 милиона долара, колико је зарадио на филму пре његове објаве. Након тога, Белфорт је изјавио како је предложио да 100% профита од продаје његових књига иде у отплату дугова, међутим влада је одбила његову понуду.

## Писање
Белфорт је написао два мемоара, Звер са Вол Стрита и Хватање Звери са Вол Стрита. Књиге су објављене у око 40 земаља и преведене су на 18 различитих језика. Филм, заснован на његовим књигама, објављен је 2013. године. У главним улогама су били Леонардо Дикаприо као Белфорт, Џона Хил и Марго Роби. Сценарио за филм је написао Теренс Винтер, а режирао га је Мартин Скорсезе. Белфорт је прву књигу написао у периоду после изласка из затвора, након што је за време служења казне уништио читавих 130 страница књиге, јер му се ниси свиђале. Примио је пола милиона долара унапред од издавачке куће Рендом Хаус, а пре објаве саме књиге започео је рат и око ауторских права за филм. Бивши тужилац адвокатске коморе у Америци, који је и кривично гонио Белфорта, изјавио је како верује да су неки детаљи његове књиге измишљени.

## Мотивациони говори
Белфорт одржава мотивационе говоре. То укључује турнеју по Аустралији на којој одржава семинаре уживо, назване „Истина иза његовог успеха”, поред осталих презентација. У једночасовном интервјуу у којем је причао о својој каријери, Белфорт је изјавио како највише у животу жали што је изгубио новац других људи, па је у једном тренутку чак напустио студио, након што се увредио на питање да ли су његови тренутни финансијски подухвати легални. Такође води и семинаре о продаји по имену „Психологија директне продаје Џордана Белфорта”. Када је тек почео да држи говоре, највише се фокусирао на мотивацију и етику, а након тога је преместио фокус на вештине продаје и предузетништво.
Његове говоре води његова фирма Глобал Мотивејшн. У току 2014. године, проводио је чак три седмице у месецу по турнејама, одржавајући презентације. Главна тема његових говора је важност пословне етике и учење из његових грешака које је начинио за време деведесетих година. Једна од честих грешака које спомиње је веровање да је оправдано заобићи правила о финансијским одредбама, само зато што је то тада била пракса. Зарада његових послова пре одржавања семинара износила је око 30—75 хиљада долара, док је од продаје карата за семинаре зарадио око 80 хиљада. Главна тема његових семинара јесте оно што он зове „праволинијски систем”, тј. савети о системима продаје. Неки критичари су негативно реаговали на садржај његових говора, нарочито на присећање догађаја и прича из деведесетих година.

## Контроверзе
Истрага коју су водили магазини „7Њуз” и „Сандеј мејл”, открила је везу између Белфорта и компаније за запошљавање, по имену Карир Патвејз Аустралиа, коју води Пол Kонквест, који је такође већински власник фирме Фејс ту Фејс тренинг. Ова два бренда су изразито промовисана на радионицама које је Белфорт одржао у хотелу Итонс Хил у Бризбејну. Наводно је одржао и две радионице на тему продаје радницима фирме Фејс ту Фејс тренинг.
Иста фирма је примила око 3,9 милиона долара од владе за време фискалне 2014. године, као и 6,34 милиона долара за време 2015. године, због услуга тренинга и процене. Очекивано је како ће већина тог новца бити потрошена на услуге тренинга и издавања сертификата, што се није догодило. „9 Њуз Аустралија” је прогласила тај тренинг програм преваром, а програм издавања сертификата, чистом измишљотином.

## Приватни живот
За време вођења фирме Стратон Оакмонт, Белфорт се развео од своје прве жене, Дениз Ломбардо. После тога, оженио се Британком која је одрасла у Бруклину, манекенком по имену Надин Kариди. Пар се упознао на једној забави. Имају двоје деце. Пар се разишао због њених тврдњи да је Белфорт био насилан, нарочито након проблема са зависношћу и афера са другим женама. Развели су се 2005. године.
Белфорт је био и последњи власник луксузне јахте Надин која је првобитно направљена за Kоко Шанел, 1961. године. Јахта је у његовом власништву добила име по његовој тадашњој жени. У јуну 1996. године, јахта је потонула негде на источној обали Сардиније, након што су италијанске морнаричке специјалне снаге спасиле све коју су били на броду. Белфорт је касније изјавио како је инсистирао да исплове по јаком ветру, иако га је његов капетан саветовао да то не чини. То је довело до потонућа брода, након што су таласи полупали палубу.
Од 2015. године, Белфорт је верен за дугогодишњу девојку, Ен Kоп.
Белфорт је такође и обожавалац тениса.

## Дела
Аутобиографије
- Звер са Вол Стрита (2007)
- Хватање Звери са Вол Стрита: Још невероватних прича о богатству, шемама, забавама и затвору (2009)

Књиге о самопомоћи
- Побеђуј као вук: Уметност убеђивања, утицаја и успеха (2017)

## Адаптације
Снимање Скорсезеове адаптације Белфортових мемоара је почело у августу 2012. године, а филм је објављен 25. децембра 2013. године. Магазин Тајм је написао како су многи доживљаји у филму засновани на пишчевим мемоарима и чланцима магазина Форбс, иако је садржај тих чланака донекле преувеличан. Белфорта је глумио Леонадро ДиЦаприо, који је освојио Златни глобус у категорији за најбољег глумца и номинован је за Оскара у истој категорији, на основу његове изведбе у филму.